# Pentobesa valta
Pentobesa valta är en fjärilsart som beskrevs av William Schaus 1901. Pentobesa valta ingår i släktet Pentobesa och familjen tandspinnare. Inga underarter finns listade i Catalogue of Life.